# Xã Brookfield, Quận McCook, South Dakota
Xã Brookfield (tiếng Anh: Brookfield Township) là một xã thuộc quận McCook, tiểu bang Nam Dakota, Hoa Kỳ. Năm 2010, dân số của xã này là 133 người.